# Salmòn, Booz e Obed

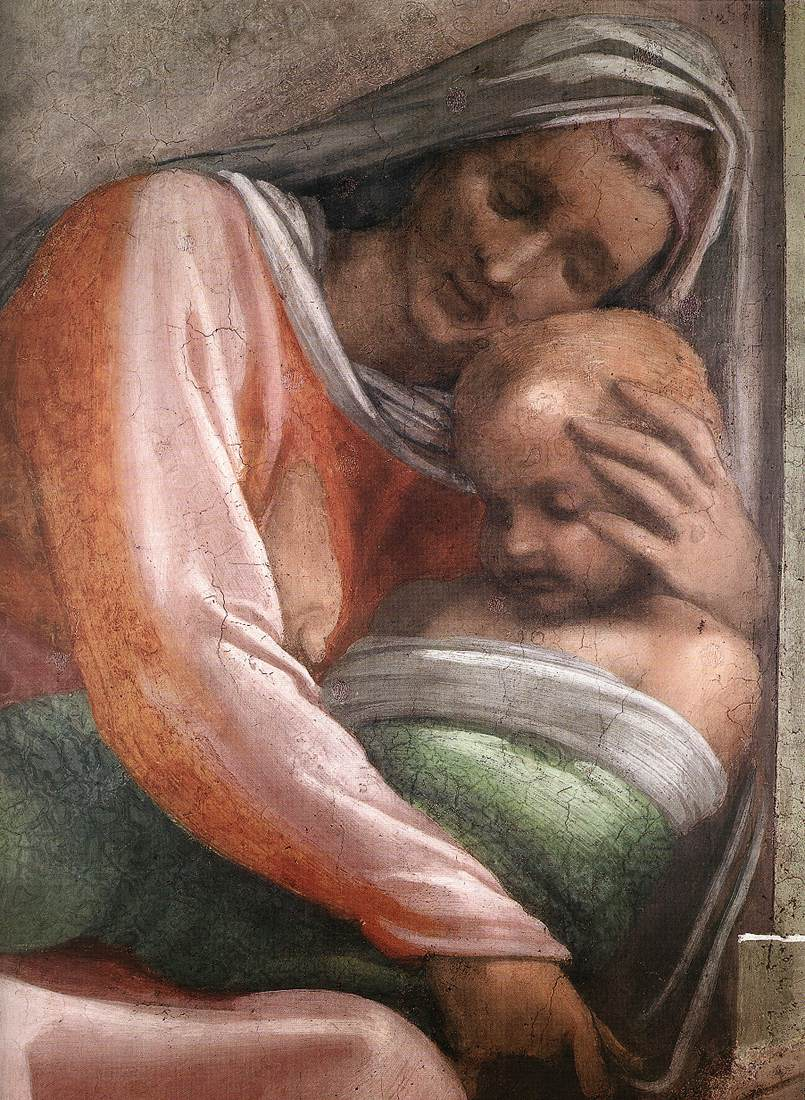
Dettaglio

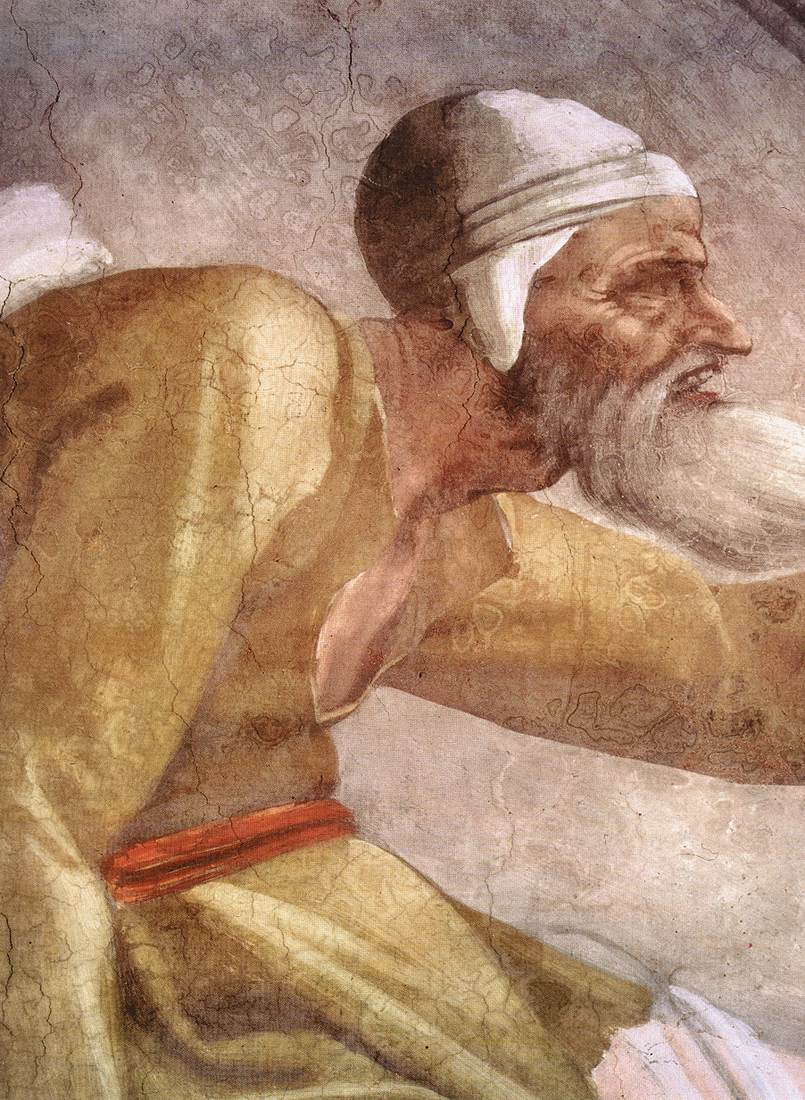
Dettaglio

La lunetta di Salmòn, Booz e Obed venne affrescata da Michelangelo Buonarroti nel 1511-1512 circa e fa parte della decorazione delle pareti della Cappella Sistina nei Musei Vaticani a Roma. Venne realizzata nell'ambito dei lavori alla decorazione della volta, commissionata da Giulio II.

## Storia
Le lunette, che contengono la serie degli Antenati di Cristo, furono realizzate, come il resto degli affreschi della volta, in due fasi, a partire dalla parete di fondo, opposta all'altare. Gli ultimi episodi da un punto di vista cronologico delle storie narrate furono quindi le prime a venire dipinte. Nell'estate del 1511 doveva essere terminata la prima metà della Cappella, richiedendo lo smontaggio del ponteggio e la sua ricostruzione nell'altra metà. La seconda fase, avviata nell'ottobre 1511, terminò un anno dopo, appena in tempo per la scopertura del lavoro la vigilia di Ognissanti del 1512.
Tra le parti più annerite della decorazione della cappella, le lunette furono restaurate con risultati stupefacenti entro il 1986.
La lunetta di Salmòn, Booz e Obed fu probabilmente la dodicesima (su sedici) a essere dipinta, la quarta dopo il rimontaggio dell'impalcatura lignea.

## Descrizione e stile
Le lunette seguono la genealogia di Cristo del Vangelo di Matteo. Salmòn, Booz e Obed sono nella seconda lunetta della parete destra a partire dall'altare; uno dei tre personaggi, ma non si sa esattamente quale, è raffigurato nel gruppo familiare della vela soprastante. 
Essa è organizzata con un gruppo di figure su ciascuna metà, intervallato dal tabellone con i nomi dei protagonisti scritto in capitali romane: "SALMON / BOOZ / OBETH". Nelle lunette della seconda parte la targa ha una forma semplificata, per l'incalzare del papa che voleva una rapida conclusione dei lavori.
Anche il colore di fondo di queste scene è diverso, più chiaro, con figure più grandi e un'esecuzione più rapida e sciolta. L'ingrandirsi delle proporzioni è un accorgimento ottico, studiato per chi procedeva nella cappella dalla porta verso l'altare (come nelle solenni processioni), che amplifica illusionisticamente la grandezza dello spazio. 
L'identificazione del personaggio di destra con Booz è tradizionale, basata solo su fragili attinenze, poiché nella Bibbia è scritto che fu allietato in vecchiaia dalla nascita di Obed: il figlio sarebbe quindi tra le braccia della madre Rut nella metà sinistra. 
La donna ha gli occhi chiusi, presa dal tenero abbraccio al figlio addormentato in fasce, in realtà molto più grande di un neonato. Dalla veste sporge ancora la mammella che ricorda l'allattamento appena concluso: in passato il dettaglio, considerato poco consono, venne celato da un ritocco eliminato poi nel restauro recente.  La sua veste è composta da una lunga tunica rossa con un velo verde spento, che ricade anche sulle spalle, e con un manto sulle gambe di colore rosa. La fasciatura del bambino è invece verde, più intenso di quello del velo materno, e bianca. Il gruppo madre-figlio è tra i più dolci della serie e contrasta vivamente, per attitudine e per tonalità cromatiche, con il vecchio a destra, rappresentato di profilo seduto coin una mano sul basamento e l'altra che impugna un bastone dove è scolpita una piccola testa barbuta che pare il suo ritratto. È tutto ingobbito, con la barba bianca che ha una curiosa proiezione in avanti, con lo sguardo che esprime rabbia. Indossa una corta tunica gialla su calzoni e calzari rosa, in testa ha una cuffia bianca e sulla schiena tiene un fardello o un cappello bianco a larghe tese, mentre allacciato in vita ha una cintura con una fiasca appesa. Una sciarpa grigia gli ricade sulla gamba e si annoda al bastone. Questi oggetti lo qualificherebbero come un pellegrino. Sebbene Michelangelo caratterizzasse la figura come un vecchio, col volto rugoso e la barba canuta, non rinunciò a dotarlo di un corpo muscoloso e scattante, come si vede bene nelle atletiche gambe. 
Una figura simile a quella dell'anziano compare nel taccuino del "Codice di Oxford", nell'Ashmolean Museum, con lo stesso bastone, e con uno studio delle mani su un secondo foglio. In un'altra pagina si trova poi uno schizzo della madre, che si trova vicino a quello del giovane assopito nella lunetta di Roboamo e Abia e della donna che si pettina in quella di Aminadab.